# (32933) 1995 SF21
1995 SF21 (asteroide 32933) é um asteroide da cintura principal. Possui uma excentricidade de 0.14430140 e uma inclinação de 2.32343º.
Este asteroide foi descoberto no dia 19 de setembro de 1995 por Spacewatch em Kitt Peak.